# Xbox One
Xbox One fou la tercera videoconsola del model Xbox de Microsoft. Forma part de les videoconsoles de vuitena generació presentada per Microsoft el 21 de maig de 2013. És la successora de la Xbox 360 i competeix principalment amb la PlayStation 4 de Sony, amb la Wii U de Nintendo i amb la Nintendo Switch. La seva sortida a la venda fou a Alemanya, Austràlia, Àustria, Brasil, Canadà, Espanya, Estats Units, França, Irlanda, Itàlia, Mèxic, Nova Zelanda i el Regne Unit al 22 novembre 2013.
La consola té accés a pel·lícules, televisió en viu, música i un navegador web. La televisió té un aspecte similar a Google TV. La consola utilitza el senyal de la caixa de cable i passa a través de la consola per HDMI. El control per veu és similar al de Cortana de Microsoft, ja que és una adaptació d'aquesta. El jugador pot controlar la consola amb comandaments de veu. A aquests ordres de veu respon el Kinect 2.0. També compta amb Skype. El nou comandament té un 16% més de bateria i una zona sensible al tacte, aquesta àrea es farà servir per a altres funcions del Kinect i també com un teclat amb un aspecte del pad tradicional. Té un nou sistema d'impulsos anomenat Impulse Triggers que fa vibrar els gallets. El nou Kinect té wake with voice. Té una càmera Full HD (1080p) comparat amb el sensor VGA de l'anterior Kinect. Processa 2 GB de dades per segon amb un temps de resposta de 13 milmilionèsimes de segon. Són tres sistemes operatius: Xbox US, un sistema operatiu basat en nucli de Windows i un altre sistema operatiu que permet que els altres dos es comuniquin per la virtualització. Aquesta integració inclourà les trucades de Skype mentre s'està jugant. El Xbox Live oferirà emmagatzematge en el núvol.

## Història

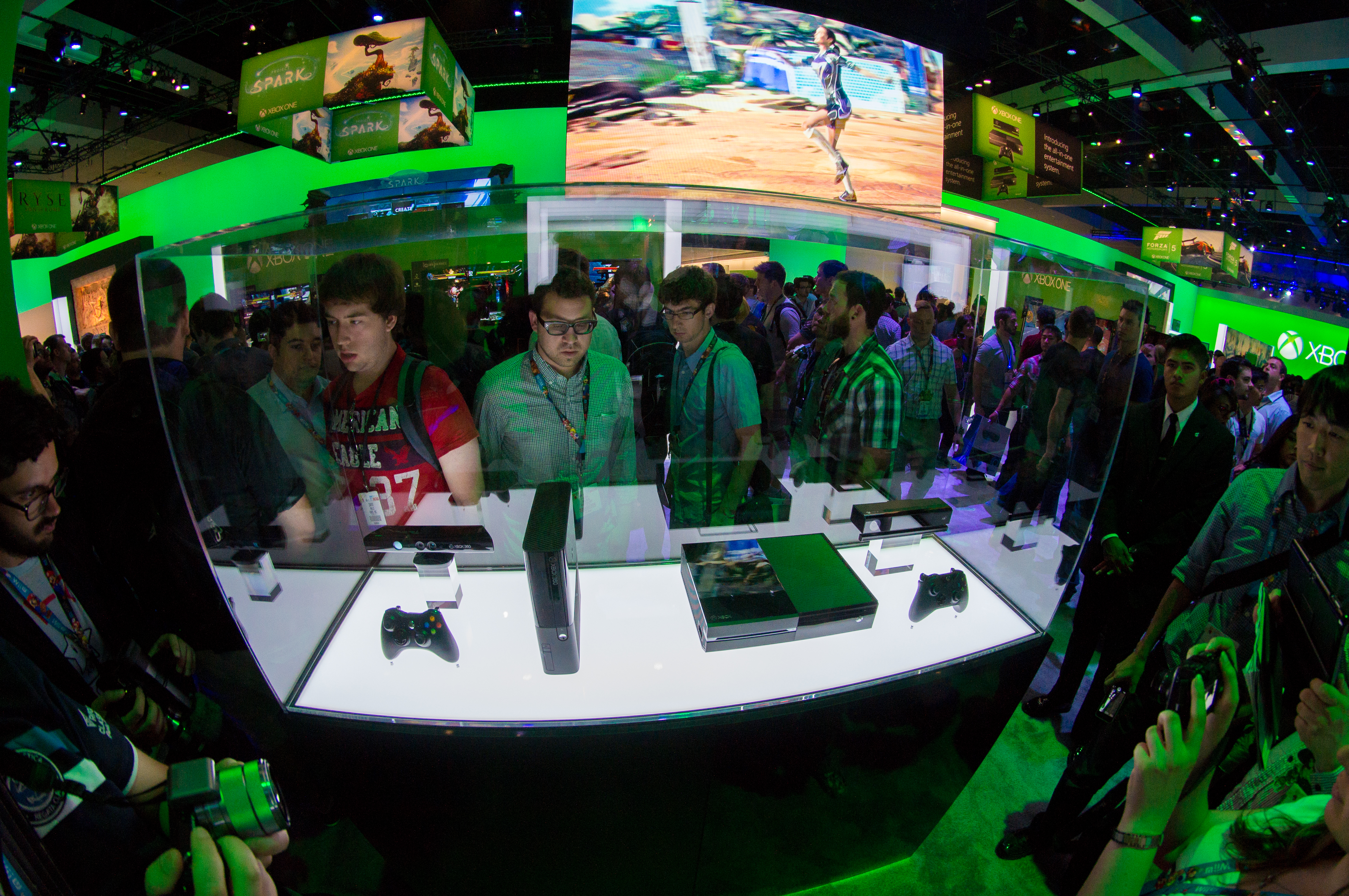
La consola Xbox One en el E3 2013.

La Xbox One, anomenada Durango, 720 i Infinity quan va estar en desenvolupament, va ser presentada a Washington DC al Xbox Reveal el 22 de maig de 2013. En aquest esdeveniment, es va mostrar la consola, el comandament, el dispositiu Kinect 2.0, diferents serveis i alguns jocs. Al final de l'esdeveniment, es va anunciar que el 10 de juny de 2013 a la convenció E3 es donaria informació addicional sobre la nova consola, a més de presentar nous jocs.
El 9 juny de 2013, es va donar preu i data de la Xbox One, va costar US499 als Estats Units, $ 8.500 a Mèxic i 499 euros a Europa, es va llançar als Estats Units el 21 de novembre de 2013. El preu va disminuir quan la consola es va llançar a tots els països en els quals comercialitza Microsoft, també va baixar de preu quan es va presentar una nova versió de la Xbox One igual com va passar amb la Xbox 360. La nova versió va sortir el 2015.
La consola Xbox One es va començar a gestar després de la sortida al mercat de la seva antecessora, la Xbox 360. Encara que els mitjans especialitzats la van batejar com Xbox 720, el primer kit de desenvolupament oficial creat per Microsoft va rebre el nom en clau de Durango i es va posar a la disposició d'alguns desenvolupadors a mitjan any 2012. No obstant això no va ser fins al 21 de maig de 2013 que la companyia va fer oficial la seva existència sota el nom de Xbox One. Després d'aquesta primera presentació, va tenir lloc una segona en el I3 2013 on es van revelar moltes de les característiques de la màquina que ja era totalment jugable i ja es llançava als mercats.
Al costat de la presentació del nou maquinari, Microsoft va fer oficial altres novetats que suposaven un canvi notable en les polítiques que venia aplicant. D'aquesta forma, la Xbox One requeria de connexió a internet per a poder funcionar, exigint una verificació en línia almenys cada 24 hores, ja que en cas contrari la màquina deixava de llegir els jocs. Una altra novetat, afectava al mercat de segona mà i es limitava també la possibilitat de compartir jocs prèviament adquirits pel consumidor.
Encara que inicialment ferma a l'hora d'implantar tots aquests canvis, la companyia va acabar fent marxa enrere tornant a les polítiques que tenia vigents amb la Xbox 360, exceptuant la connexió, la Xbox One requereix actualment una connexió i un compte Live actiu per a poder utilitzar-se. Les fortes crítiques rebudes unit al fet que els seus competidors no aplicaven cap d'aquestes restriccions es van considerar com les causes principals del canvi de postura.

## Maquinari

### Gràfics
La Xbox One compta amb una GPU integrada basada en la tecnologia d'AMD i l'equivalent a una HD 7790, 10 vegades més potent que la seva predecessora Xbox 360. El seu GPU disposa de 768 Shaders i 1,31 TFLOPS/s de potència. Pot moure diversos milions de polígons alhora sense baixades de FPS, gràcies al seu processador x86 de 8 nuclis amb arquitectura similar a la d'un ordinador personal.
Microsoft havia anunciat que la nova API Direct X 12 arribaria a totes les GPU compatibles amb Direct X 11.2 així mateix va deixar clar que la Xbox One era 100% compatible i que mitjançant una actualització arribaria a la consola. Aquesta nova API redueix càlculs de la GPU en un màxim d'un 20% i la CPU fins a un màxim d'un 35% en alguns jocs, com per exemple, Forza Motorsport 5. Això significa que els estudis disposen d'un major rendiment aconseguint uns gràfics encara més realistes. Així mateix Microsoft va advertir que aquestes xifres dependrien, no solament del tipus de joc, sinó també de l'estudi que ho desenvolupi.
Juntament amb Direct X 12, la Xbox One també disposa del núvol de Microsoft, el qual és capaç de fer càlculs per a alliberar el processament de les consoles.

### Comandament
El comandament de la consola manté una línia continuista amb relació a la Xbox 360. El seu repartiment de botons, joysticks i gallets és en gran manera similar al de la seva predecessora encara que sí que mostra algunes novetats. La principal és que els gallets posseeixen un sistema de vibració. El botó Xbox no apareix tan centrat, situant-se en la part alta del perifèric deixant lloc a dos nous botons: Menú (que engloba els antics start i select) i View que permet accedir a finestres conceptuals relacionades amb el joc en ús. L'alimentació es continua realitzant mitjançant piles AA encara que s'ha redissenyat el compartiment en què s'ubiquen, a diferència de la PS4 que es carrega mitjançant usb.
En la ultima versió del comandament, disposa de connectivitat Bluetooth 4.0 per a connectar-se a un smartphone Android o un ordinador personal, per a això és necessari tenir l'actualització Creators Update de Windows 10.

### Kinect
La Xbox One compta amb una nova versió de Kinect àmpliament millorada que rep el nom de Kinect 2.0. Disposa d'una càmera de 1080p de resolució amb un nivell de precisió i reconeixement superior a l'actual de la Xbox 360. Permet processar 2 GB de dades per segon i captura 30 imatges per segon. El seu funcionament mitjançant ordres de veu s'ha potenciat perquè l'usuari pugui realitzar un nombre més gran de tasques per aquesta via.

### Especificacions tècniques
La consola està formada per un processador AMD de 8 nuclis Custom de 64 bits basat en microarquitectura Jaguar i una velocitat estimada en 1.75 GHz, 8 GB de memòria RAM DDR3 més 32MB de ESRAM, 500 GB de disc dur i un lector Blu-ray 6x. Els gràfics integrats també corren per part d'AMD sent 8 vegades més potents que els de la Xbox 360 i compostos per 5.000 milions de transistors, deu vegades més que la Xbox 360. De moment es desconeix si el model exacte de la gràfica de la Xbox One inclourà a més connexions USB 3.0, HDMI in-out i 802.11n Wireless. També el Kinect 2.0, amb una càmera de 1080p. El sistema operatiu està format per un Kernel de Windows que té diverses funcions multimèdia i d'Internet Explorer, un altre dedicat en exclusiva a la consola i un tercer que gestionarà tots dos aspectes de forma simultània. Compta amb una unitat òptica Blu-ray Disc i inclou el sistema cloud d'emmagatzematge en línia.
La Xbox One també pot rebre senyals televisius via cable coaxial de sistema de TV de pagament per cable o satèl·lit, desplaçant els descodificadors de les empreses de televisió de pagament. Malgrat totes aquestes novetats, no és compatible amb televisors CRT, només és possible connectar-lo a televisors i monitors amb entrades HDMI, el maquinari d'aquesta consola ens porta noves i millors especificacions.
Es va confirmar que gràcies al núvol, tindria suport per a contingut en resolucions de 4K (Ultra HD) per a continguts de vídeo, imatges i per a jocs. La Xbox One també pot rebre senyals televisius via cable coaxial de sistema de TV de pagament per cable o per satèl·lit, desplaçant els descodificadors de les empreses de televisió de pagament. No obstant això, és desconegut si Xbox One pot funcionar amb certs descodificadors que a més requereixen una Smart Card. També pot fer d'intermediari entre senyals televisius via cable HDMI dels descodificadors de TV de pagament, solament si aquests incorporen HDMI; no obstant això Xbox o Kinect per si mateixos no poden canviar de canal pel comandament o ordre de veu, ja que no controlen el descodificador, solament reben la seva imatge.
El port HDMI pot rebre un segon senyal de vídeo d'altres dispositius, com un ordinador personal, reproductor Blu-Ray o fins i tot d'altres consoles.
La Xbox One manca d'un connector RCA i això ho fa incompatible amb els antics televisors de rajos catòdics (encara que es poden aconseguir adaptadors especials de HDMI a Connector RCA relativament econòmics per a poder usar la consola amb aquest tipus d'aparells).

## Programari

Territoris amb suport de Xbox Live, per a un total de 44 països.

La consola té accés a pel·lícules, televisió en viu, música i un navegador web. La televisió té un aspecte similar a Google TV. La consola utilitza el senyal de la caixa de cable i passa a través de la consola per HDMI. El control per veu és similar al de Siri d'Apple. El jugador pot controlar la consola amb comandos de veu. A aquests comandos de veu respon el *Kinect 2.0. També compta amb Skype.

El nou comandament té un 17% més de bateria i un accessori, que s'utilitza per a altres funcions del Kinect i també per a les opcions de xat i volum. El seu remodelat sistema de vibració es diu Impulse Triggers. El nou Kinect té "wake with voice". Té una càmera Full HD (1080p) comparat amb el sensor VGA de l'anterior Kinect. Processa 2 GB de dades per segon amb un temps de resposta de 13 milionèsimes de segon.

La Xbox One, posseeix tres sistemes operatius: Xbox US, un sistema operatiu basat en Kernel de Windows 10 i un altre sistema operatiu que permet que els altres dos es comuniquen per la virtualització.

Aquesta integració inclou les trucades de Skype mentre s'està jugant. Xbox Live, necessari per a poder usar la videoconsola, ofereix emmagatzematge en el núvol.

### Jocs
Els jocs de la Xbox One venen en format físic a través de discos Blu-Ray i digital, descarregables usant el Basar de Xbox Live. Tots els jocs han de ser instal·lats i verificats per la consola (que usa la connexió a Live per a fer-ho) per a ser jugables encara que és possible iniciar la partida sense que la instal·lació s'hagi completat íntegrament. Encara instal·lats la presència del disc és sempre requerida en programari no descarregat. La consola no ofereix de forma nativa retrocompatibilitat amb la Xbox original. No obstant això, el 2015 es va anunciar en el I3 que la Xbox One té retrocompatibilitat amb la seva anterior consola, actualment la retrocompatibilitat ja està disponible amb més de 400 jocs en ser compatibles amb la seva anterior consola Xbox 360.
El 2017 també es va anunciar en el I3 que la consola tindrà retrocompatibilitat amb la Xbox original.
Als llarg de l'esdeveniment de presentació de la Xbox One Microsoft va anunciar que planeja presentar 15 títols exclusius dels quals 8 són noves franquícies en el primer any de la consola i va mostrar els següents videojocs al E3 2013 :
- Quantum Break
- FIFA 14
- Madden NFL 25
- Halo
- NBA Live 14
- EA Sports UFC
- Forza Motorsport 5
- Call of Duty: Ghosts
- D4
- Crimson Dragon
- Plants vs Zombies: Garden Warfare
- Dead Rising 3
- Nou joc de Black Tusk Studios
- Project Spark
- Ryse: Son of Rome
- Sunset Overdrive
- Titanfall
- Killer Instinct
- Watch Dogs

## Crítiques
La Xbox one ha rebut fortes crítiques des que en la I3, Microsoft va mostrar detalls sobre les polítiques i el preu de la consola. D'una banda va ser fortament criticada la política que obligava a una connexió permanent a internet per entendre que anava a restringir els jocs de segona mà. D'altra banda també hi va haver fortes crítiques al fet que el sensor Kinect estigués sempre connectat, entenent-se que era una intromissió en la privacitat del client. Finalment, Microsoft ha estat fortament criticat pel preu de sortida de la consola: $ 499 als Estats Units i 499 € a Europa, 100 euros més car que la seva competència directa, la PS4.

### Kinect obligatori
Malgrat que al principi Microsoft va assenyalar que Kinect seria obligatori per al correcte funcionament de la interfície principal de la consola, posteriorment, la companyia va canviar d'idea perquè la consola pogués funcionar sense Kinect. Ja existeix un pack de compra que no inclou el dispositiu Kinect.
A més, Kinect de la Xbox One no és solament la càmera que reconeix gestos, sinó també un micròfon que accepta ordres de veu, les quals comencen amb "Xbox [ordre]".

### Gravador de vídeo digital
El juny de 2016, Microsoft va confirmar que no complirà la promesa d'afegir la característica de gravador de vídeo digital que va prometre a l'agost de 2015.

### Jocs usats i verificació d'Internet
Microsoft va emetre un comunicat el 19 de juny, on anuncia noves polítiques, volent ells que la Xbox One fos com la seva antecessora, la Xbox 360. Segons les noves polítiques, no serà necessària la connexió permanent a internet (Solament una vegada, que serà quan la faci servir per primera vegada com a configuració), discos que ja no requereixen verificació i sense restriccions regionals. Un efecte secundari d'aquesta política serà que permeti els jocs usats, mentre que els títols digitals no podran ser compartits. Segons Microsoft, el canvi es va produir a causa del fet que els seus seguidors es van mostrar molt inconformes amb les polítiques anteriors de no poder compartir els jocs i la connexió a Internet cada 24 hores, per això el canvi.

### Kinect no obligatori
Després de les fortes crítiques rebudes, Microsoft va decidir eliminar la necessitat de tenir el dispositiu Kinect 2.0 sempre connectat a la consola perquè aquesta funcionés, però Microsoft es nega a treure un pack en el qual el dispositiu no vingui inclòs, veient molts fans com "inadequat" encarir el preu davant la competència. Una nota curiosament filtrada per correu en relació amb Kinect i Windows indicava que en futures versions del sistema operatiu es requeriria un comandament de reconeixement de gestos obligatori a l'ordinador en què es tingués el sistema instal·lat, no s'ha confirmat la veracitat de l'article, ja que no es va mostrar el missatge complet encara que es podria dir que Microsoft té la intenció de crear un Kinect per a ordinador personal o aquest creant software pel reconeixement de gestos per mitjà d'una càmera.

## Revisions de la consola

### Xbox One S
El 13 de juny de 2016, Microsoft va donar a conèixer Xbox One S, la primera versió de l'equipament principal de la Xbox One, per al llançament a l'agost de 2016. Compta amb un factor de forma més petit, amb una nova carcassa blanca, tampoc és necessari el molest transformador gegant que incloïen les versions anteriors, ja que aquest ve dins de la consola i el reposicionament del botó de port lateral USB i controlador de sincronització directament a la part davantera de la consola, i la disponibilitat d'un suport per a l'organització vertical. És compatible amb la transmissió de vídeo 4K i Blu-ray Disc, alt rang dinàmic (HDR), i té un disc dur de 2 terabytes. El nou model ja no inclou el port propi que s'utilitza per fixar el sensor Kinect; un adaptador USB, que serà proporcionada gratuïta per als propietaris existents, s'utilitza en el seu lloc. La consola també ve amb una revisió del controlador de la Xbox One, amb suports amb textura i suport per Bluetooth.

### Xbox One X
La nova consola anunciada el 10 de juny de 2017 en la I3 2017 i coneguda inicialment com "Project Scorpio". Microsoft va anunciar una actualització de maquinari de la Xbox One amb el nom de "Xbox One X", que seria llançada al novembre de 2017. La consola és un model amb maquinari actualitzat destinat a donar suport al joc 4K, així com la realitat virtual. Tots els jocs i accessoris de la Xbox One existents seran compatibles amb la consola "Xbox One X". El cap de la divisió de la Xbox, Phil Spencer, va afirmar que Scorpio va ser dissenyat com una resposta al creixement del joc 4K i VR al mercat dels ordinadors personals, i que els jocs existents de la Xbox One experimentaran millores en el rendiment. Spencer indicava en un exemple que Halo 5: Guardians, que utilitza un sistema d'escalat que redueix dinàmicament la resolució del joc quan és necessari per mantenir una taxa de quadres consistent, seria capaç d'executar-se a la seva resolució nativa sense interrupcions a Scorpio.
Pel que fa a la realitat virtual, Microsoft encara no ha revelat cap acord específic o suport de maquinari, però Spencer va fer algunes declaracions sobre el potencial atractiu de la plataforma donat el seu assequible preu i les seves capacitats.
Des del principi, Microsoft va batejar a la Xbox One X com "la consola més potent mai creada", ja que a més dels 6 teraflops de rendiment gràfic, la consola comptarà amb dos mòduls de CPU Jaguar Evolved de quatre nuclis cadascun a 2,3GHz, memòria RAM de 12GB GDDR5 a 320 Gbit/s d'ample de banda i una GPU de 40 unitats de computació a 1.172 MHz, la qual cosa li permetrà oferir una resolució a 4K nativa en molts dels seus jocs.

### Comparació de Maquinari
|                              | Xbox One                                                                      | Xbox One S                                                                    | Xbox One X                                                         |
| ---------------------------- | ----------------------------------------------------------------------------- | ----------------------------------------------------------------------------- | ------------------------------------------------------------------ |
| Revisions                    | 22 de novembre de 2013                                                        | 2 d'agost de 2016                                                             | 7 de novembre de 2017                                              |
| Preu Base                    | $499 (500 GB amb Kinect)                                                      | - $249 (500 GB) - $349 (1 TB) - $399 (2 TB amb suport)                        | $499 (1 TB)                                                        |
| Processadors                 | 28 nm TSMC                                                                    | 16 nm TSMC                                                                    | 16 nm TSMC                                                         |
| Transistors                  | 5 billiones                                                                   | 5 billiones                                                                   | 7 billion                                                          |
| Die size                     | 363 mm²                                                                       | 240 mm²                                                                       | 360 mm²                                                            |
| Arquitectura del CPU         | AMD Jaguar                                                                    | AMD Jaguar                                                                    | AMD-customized Jaguar Evolved                                      |
| Freqüència CPU               | 1.75 GHz                                                                      | 1.75 GHz                                                                      | 2.3 GHz                                                            |
| Número de nuclis de CPU      | 8-core                                                                        | 8-core                                                                        | 8-core                                                             |
| Arquitectura de GPU          | AMD Sigui Islands (GCN 2) Bonaire type (custom 853 MHz/914 MHz UC R7 260/360) | AMD Sigui Islands (GCN 2) Bonaire type (custom 853 MHz/914 MHz UC R7 260/360) | AMD Polaris (GCN 4) Ellesmere XTL type (custom 1172 MHz UC RX 590) |
| Unified shaders              | 768 (12 CU) (896 installed, 2 CU disabled)                                    | 768 (12 CU) (896 installed, 2 CU disabled)                                    | 2560 (40 CU) (2816 installed, 4 CU disabled)                       |
| Raster operation units (ROP) | 16                                                                            | 16                                                                            | 32                                                                 |
| Texture mapping units (TMU)  | 48                                                                            | 48                                                                            | 160                                                                |
| Freqüència de GPU            | 12 Radeon compute units at 853 MHz                                            | 12 Radeon compute units at 914 MHz                                            | 40 Radeon compute units at 1172 MHz                                |
| FP32 performance             | 1.31 *TFLOPS                                                                  | 1.40 *TFLOPS                                                                  | 6 *TFLOPS                                                          |
| Memòria                      | - 8 GB DDR3 - 32 MB ESRAM                                                     | - 8 GB DDR3 - 32 MB ESRAM                                                     | 12 GB GDDR5                                                        |
| Memory bandwidth             | DDR3 at 68.3 GB/s                                                             | DDR3 at 68.3 GB/s                                                             | 326 GB/s                                                           |
| Memory bandwidth             | ESRAM at 204 GB/s                                                             | ESRAM at 218 GB/s                                                             | 326 GB/s                                                           |
| Freqüència Memòria           | 2133 MHz (effective 1066 MHz)                                                 | 2133 MHz (effective 1066 MHz)                                                 | 6.8 GHz (effective 1700 MHz)                                       |
| Memory bus                   | 256-bit                                                                       | 256-bit                                                                       | 384-bit                                                            |
| Tipus de guardat             | 2.5-inch hard drive                                                           | 2.5-inch hard drive                                                           | 2.5-inch hard drive                                                |
| Capacitat de guardat         | 500 GB, 1 TB                                                                  | 500 GB, 1 TB, 2 TB                                                            | 1 TB                                                               |
| Dimensions (H×W×D)           | - 79 mm × 274 mm × 333 mm - 3.1″ × 10.8″ × 13.1″                              | - 63.5 mm × 229 mm × 298 mm - 2.5″ × 9″ × 11.75″                              | - 60 mm × 240 mm × 300 mm - 2.36" x 9.44" x 11.81"                 |
| Sortida                      | HDMI 1.4                                                                      | HDMI 2.0                                                                      | HDMI 2.1                                                           |